# Jack Hughes (jégkorongozó, 1957)
John Francis „Jack” Hughes (Somerville, Massachusetts, 1957. július 20. –) amerikai profi jégkorongozó.

## Pályafutása
Komolyabb karrierjét a Harvard Egyetemen a Harvard Crimsonban kezdte 1976-ban és 1979-ig játszott az egyetemi csapatban. Az 1977-es NHL-amatőr drafton a Colorado Rockies választotta ki a kilencedik kör 142. helyén. 1979–1980-ban az amerikai válogatottban és a CHL-es Fort Worth Texansban játszott. A következő idényben bemutatkozott a Colorado Rockiesban a National Hockey League-ben, majd a szezon másik felét a Fort Worth Texansban töltötte. 1981–1982-ben nyolc mérkőzést játszott az NHL-ben és 65-öt a Fort Worth Texansban. Ezután visszavonult. A Harvard Egyetemen közgazdász diplomát szerzett.

## Díjai
- ECAC Első All-Star Csapat: 1977
- ECAC Az Év Újonca: 1977
- Ivy League All-Star Első Csapat: 1977
- ECAC Második All-Star Csapat: 1978
- Harvard Tudor-díj: 1978